# 한식탐험대
《한식탐험대》는 2010년 1월 7일부터 2010년 12월 17일까지 방송된 KBS 2TV, KBS 1TV의 한국 요리 전문 교양 프로그램이다.

## 방송 시간
| 방송 채널 | 방송 기간                          | 방송 시간                       |
| --------- | ---------------------------------- | ------------------------------- |
| KBS 2TV   | 2010년 1월 7일 ~ 2010년 5월 6일    | 매주 목요일 저녁 8:50 ~ 밤 9:55 |
| KBS 1TV   | 2010년 5월 14일 ~ 2010년 12월 17일 | 매주 금요일 저녁 7:30 ~ 8:25    |

## 제작진
- 제작 총괄 : 김재연 국장

아이엠 TV
- 팀장 : 유재필
  - 프로듀서 : 이동관, 김우철, 안경국, 지우석, 김지웅
  - 작가 : 강년수, 신수연, 김진숙, 김지라, 김효원

KP 커뮤니케이션
- 팀장 : 이상현
  - 프로듀서 : 김지훈, 강지은, 박갑렬, 강경수
  - 작가 : 김려운, 박보영, 임주영, 한혜진

## 방송 회차

### 2010년
| 회차                                                    | 방송일    | 부제                                    |
| ------------------------------------------------------- | --------- | --------------------------------------- |
| 1회                                                     | 1월 7일   | 지옥의 향기 천국의 맛 - 홍어            |
| 2회                                                     | 1월 14일  | 겨울을 녹이는 맛 국민 생선 명태         |
| 3회                                                     | 1월 21일  | 천의 얼굴 생명의 맛 - 두부              |
| 4회                                                     | 1월 28일  | 101가지 영양 겨울 바다의 명품 - 굴      |
| 5회                                                     | 2월 4일   | 겨울 바다의 진객 - 대게                 |
| 6회                                                     | 2월 18일  | 뼈대있는 민족 우직한 맛 - 소갈비        |
| 7회                                                     | 2월 25일  | 등 푸른 생선의 황제 - 고등어            |
| 8회                                                     | 3월 11일  | 기다림의 맛 발효 명작 - 된장            |
| 9회                                                     | 3월 18일  | 바다의 팔방미인 - 문어                  |
| 10회                                                    | 3월 25일  | 바다 영양의 보고 패류의 황제 - 전복     |
| 11회                                                    | 4월 1일   | 새 중의 으뜸 맛의 귀족 오리             |
| 12회                                                    | 4월 8일   | 미각을 깨우는 봄의 진객 - 꽃게          |
| 13회                                                    | 4월 15일  | 세계를 향한 맛의 유혹, 전(煎)           |
| 14회                                                    | 4월 22일  | 봄 바다의 은빛유혹, 멸치                |
| 15회                                                    | 4월 29일  | 봄 바다의 선물, 주꾸미!                 |
| 16회                                                    | 5월 6일   | 복을 부르는 꿀맛, 돼지고기              |
| 2010년 KBS TV 봄 개편에 따라 KBS 2TV에서 KBS 1TV로 이동 |           |                                         |
| 17회                                                    | 5월 14일  | 어우러짐의 미학, 비빔밥                 |
| 18회                                                    | 5월 21일  | 열정과 끈기의 맛, 떡볶이                |
| 19회                                                    | 5월 28일  | 여름 바다의 기(氣)찬 맛! 장어           |
| 20회                                                    | 6월 4일   | 불이 빚은 진미, 불고기                  |
| 21회                                                    | 6월 11일  | 옹골찬 서민의 맛, 닭!                   |
| 22회                                                    | 6월 18일  | 한민족의 여름을 얼리다, 냉면            |
| 23회                                                    | 7월 2일   | 한입의 미학, 보쌈                       |
| 24회                                                    | 7월 9일   | 바다의 보약 활력충전 오징어             |
| 25회                                                    | 7월 16일  | 천 가지 맛의 유혹 - 국수                |
| 26회                                                    | 7월 23일  | 한민족의 기운을 담다 - 육개장           |
| 27회                                                    | 7월 30일  | 무더위를 이기는 한국의 맛 - 여름김치    |
| 28회                                                    | 8월 6일   | 여름 특집 제1편 - 경상도 여름 보양 밥상 |
| 29회                                                    | 8월 13일  | 여름 특집 제2편 - 전라도 여름 보양 밥상 |
| 30회                                                    | 8월 20일  | 여름 특집 제3편 - 강원도 여름 보양 밥상 |
| 31회                                                    | 8월 27일  | 여름 특집 제4편 - 충청도 여름 보양 밥상 |
| 32회                                                    | 9월 10일  | 어우러짐의 미학 - 쌈                    |
| 33회                                                    | 9월 17일  | 한민족의 얼을 담은 한 뿌리 - 인삼       |
| 34회                                                    | 9월 24일  | 한식의 꽃! 떡                           |
| 35회                                                    | 10월 1일  | 오감을 자극하는 한국의 맛, 전골         |
| 36회                                                    | 10월 8일  | 채중선품(菜中仙品), 버섯!               |
| 37회                                                    | 10월 15일 | 기획특집 - 한식, 세계인을 사로잡다      |
| 38회                                                    | 10월 22일 | 한국인의 힘, 밥!                        |
| 39회                                                    | 10월 29일 | 소박한 한국의 맛, 해장국                |
| 40회                                                    | 11월 5일  | 뚝심의 맛, 족발                         |
| 41회                                                    | 11월 12일 | 정성이 담긴 건강한 한 그릇 - 죽         |
| 42회                                                    | 11월 26일 | 건강한 전통주 - 막걸리                  |
| 43회                                                    | 12월 3일  | 대한민국 맛의 고향 - 겨울김치           |
| 44회                                                    | 12월 10일 | 기획특집 - 제주도의 건강밥상            |
| 45회                                                    | 12월 17일 | 기획특집 - 경기도의 건강밥상            |

## 지역별 자체 방송 목록
| 방송국  | 프로그램          | 진행자         |
| ------- | ----------------- | -------------- |
| KBS춘천 | 시사파일 강원     | 염정원         |
| KBS춘천 | 감성인터뷰공감    | 유진규         |
| KBS창원 | 시사반장          | 차재환         |
| KBS창원 | 소화제2           | 심인보         |
| KBS부산 | 시사 인 부산      | 이해선         |
| KBS부산 | 특집 기획 가족    |                |
| KBS광주 | 시사 터치 오늘    | 임정섭         |
| KBS광주 | 휴먼 TV 사노라면  |                |
| KBS제주 | 보물섬            | 이영재         |
| KBS대전 | 시사 터치 큐      | 김연선         |
| KBS대전 | 아이 러브 충남    | 전유미         |
| KBS울산 | 줌 인 울산 속으로 | 김종수, 강령아 |
| KBS대구 | 도시탐험대        |                |
| KBS대구 | PD 리포트 시선    | 장태두         |

## 같이 보기
- 한국 요리
- 음식

## 동일 소재 프로그램
- 한국인의 밥상 (KBS 1TV)
- 신상출시 편스토랑, 백종원 클라쓰 (KBS 2TV)
- 최고의 요리 비결 (EBS 1TV)
- 찾아라! 맛있는 TV, 백파더: 요리를 멈추지 마!, 볼빨간 신선놀음, 로컬 식탁 (MBC TV)
- 결정 맛대맛, 백종원의 골목식당, 맛남의 광장, 식자회담 - 국가발전 프로젝트 (SBS TV)
- 우리가 아는 맛-알토란 (MBN)
- 식객 허영만의 백반기행 (TV조선)
- 삼시세끼, 백패커, 줄 서는 식당 (tvN)
- 토요일은 밥이 좋아 (E채널)
- 맛있는 녀석들 (코미디TV)
- 노중훈의 여행의 맛 (MBC 표준FM)

## 결방 안내
- 2010년 2월 11일 : <내 생애 최고의 날 디 데이> 편성.
- 2010년 3월 4일 : 공사창립특집 시청자와 함께 <시청자 여러분이 주인공입니다> 편성.
- 2010년 6월 25일 : 6.25전쟁 60주년 특집 <나라사랑 음악회> 녹화방송 편성.
- 2010년 9월 3일 : 방송의 날 특집 <세상을 바꾸는 5분> 편성.